# The Fighting Lady
The Fighting Lady – amerykański propagandowy dokument wojenny z 1944 w reżyserii Edwarda Steichena i Williama Wylera. Nakręcony w Technicolorze film otrzymał w roku 1945 Oscara w kategorii „Najlepszy Pełnometrażowy Film Dokumentalny”.

## Fabuła
Godzinny dokument nakręcony na przełomie 1943 i 1944 wyprodukowano na zlecenie Marynarki Wojennej Stanów Zjednoczonych. Przedstawia szlak bojowy amerykańskiego lotniskowca USS „Yorktown” pełniącego służbę na Pacyfiku, podczas konfliktu będącego częścią II wojny światowej. 
Film przedstawia załogę lotniskowca pełniącą różne funkcje na „The Fighting Lady” (tak nazywano USS „Yorktown”), ćwiczenia artylerii okrętowej oraz bombardowania i walki powietrzne z Japończykami w jakich uczestniczą amerykańscy piloci samolotów startujących z USS „Yorktown” podczas kolejnych operacji wojskowych. Są to w kolejności: bombardowanie wyspy Minami Tori-shima w 1943, atolu Kwajalein i japońskich okrętów, atolu Chuuk i wysp na Marianach oraz walki powietrzne (wszystko w 1944). Sceny pojedynków amerykańskich samolotów z wrogiem i bombardowania celów wojskowych są bardzo efektowne gdyż kręcone są za pomocą fotokarabinów.

## Obsada
- Robert Taylor jako Narrator
- Charles Boyer jako Narrator (w wersji francuskiej)
- John S. McCain Jr. jako On sam
- Marc Mitscher jako On sam
- Joseph J. Clark jako On sam
- Dixie Kiefer jako On sam
- G.E. Lowe jako On sam
- John Meehan jako On sam
- E.T. Stover jako On sam

oraz pozostała załoga lotniskowca. 